# Чжэн Сюй, Мария
Мария Чжэн Сюй (кит.  鄭緒瑪利, 1889 г., Коу, провинция Хэбэй, Китай — 28.06.1900 г., Ванла, провинция Хэбэй, Китай) — святая Римско-Католической Церкви, мученица.

## Биография
Мария Чжэн Сюй родилась в деревне Коу, провинция Хэбэй, Китай. После потери родителей, она воспитывалась в детском доме, который основали католические миссионеры.
В 1899—1900 гг. в Китае проходило ихэтуаньское восстание боксёров, во время которого пострадало много китайских христиан. 24 июня 1900 года повстанцы захватили деревню Коу, сожгли местную католическую церковь и убили обнаруженных католиков. Боксёры оставили в живых Марию Чжэн Сюй и других трёх девочек-сирот Люцию Ван Чэн, Марию Фань Кунь и Марию Ци Юй. Повстанцы взяли девочек с собой в деревню Ванла, где им предложили отречься от христианства. Девочки остались верны своей вере, за что были убиты.

## Прославление
Мария Чжэн Сюй была беатифицирована 17 апреля 1955 года Римским Папой Пием II и канонизирована 1 октября 2000 года Римским Папой Иоанном Павлом II вместе с группой 120 китайских мучеников.
День памяти в Католической Церкви — 9 июля.

## Источник
- George G. Christian OP, Augustine Zhao Rong and Companions, Martyrs of China, 2005, стр. 85 (недоступная ссылка)  (англ.)